# Мшвениерадзе, Владимир Власович
Влади́мир Вла́сович Мшвениера́дзе (1 марта 1926, Тифлис — 26 мая 1990, Москва) — советский философ, специалист в области истории западной общественной мысли, логики и философии политики. Доктор философских наук, профессор, член-корреспондент АН СССР по Отделению философии и права с 26 декабря 1984 года (исторический материализм, научный коммунизм).

## Биография
Участник Великой Отечественной войны.
Член ВКП(б) с 1945 года. Окончил философский факультет Тбилисского университета (1953) и аспирантуру Института философии АН СССР. Кандидат философских наук (1957, диссертация «Основные принципы теории познания семантической философии: критический очерк»). С 1959 года работал в Институте философии: старший научный сотрудник, заведующий сектором, заместитель директора (1979—1989), заведующий лабораторией философских проблем политики (1989—1990). Доктор философских наук (1963), профессор. В 1972—1978 годах — директор Отделения международного развития социальных наук Секретариата ЮНЕСКО в Париже. Председатель Научного совета АН СССР по проблемам философии, культуры и современных идеологических течений.
Похоронен на Кунцевском кладбище.

## Основные работы

### Монографии
- «Великое философское произведение творческого марксизма (к 50-летию выхода в свет книги В. И. Ленина „Материализм и эмпириокритицизм“)» (1959, в соавт. с А. Ф. Окуловым)
- «Основные течения современной буржуазной философии» (1961)
- «Философия неопозитивизма и семантики» (1961)
- «Антикоммунизм — оружие обречённых» (1964)
- «Современная буржуазная философия в США: критический очерк» (1966, в соавт. с П. В. Копниным)
- «Зарубежные марксисты в борьбе против буржуазной идеологии» (1971, редактор)
- «Антикоммунизм — идеология и политика империализма» (1973)
- «Актуальные проблемы борьбы с антикоммунизмом» (1973, редактор)
- «Современная прогрессивная философская и социологическая мысль в США» (1977, совм. с А. Г. Мысливченко)
- «Современное буржуазное политическое сознание: философский аспект» (1981)
- «Распространение марксизма-ленинизма во Вьетнаме» (1983, совм. с Фам Ньы Кыонгом)
- «Современная буржуазная социально-политическая философия» (1984, редактор)
- «Политическая реальность и политическое сознание» (1985)
- «Философия и культура» (1987, редактор)
- «Политическая мысль и политическое действие» (1987, редактор)
- «Методологические и мировоззренческие проблемы истории философии» (1988, редактор)
- «Философия и политика в современном мире» (1989, редактор)
- «Власть: очерки современной политической философии Запада» (1989, редактор)
- «Мир как проблема человека» (1990, редактор)
- «СССР — ФРГ: навстречу друг другу. Духовные предпосылки и проблемы сотрудничества» (1990, совм. с К. Хорнунгом)

### Статьи
- «Разносчик „прикладного христианства“» // «Коммунист», 1955, № 14 (в соавт. с А. Н. Чанышевым)
- «Современный материализм — философия сотрудничества между народами» // «Вопросы философии», 1955, № 5
- «Философия неопозитивизма» // «Вопросы философии», 1957, № 2
- «О философской сущности „семантической концепции истины“» // «Логические исследования» (1959)
- Глава XIX. Философская мысль в Канаде в период развития капитализма и его перерастания в монополистическую стадию (со второй половины XIX в. до конца первой мировой войны) // История философии / Под ред. М. А. Дынника и др.. — М. : Изд-во Акад. наук СССР, 1961. — Т. V. — С. 747—760. — 37 000 экз.
- «Антикоммунизм — идеология реакции» // «Великая хартия коммунистических и рабочих партий» (1961)
- «Антикоммунизм — отражение крайней степени деградации буржуазной идеологии» // «От социализма к коммунизму» (1962)
- «Антикоммунизм — враг культуры» // «Строительство коммунизма и проблемы культуры» (1963)
- «Перестройка и политическая наука» // «Вопросы философии», 1988, № 2

### Сборники работ под редакцией В. В. Мшвениерадзе
- Ленинизм и философские проблемы современности (редакторы Иовчук и В. В. Мшвениерадзе). — М.: Мысль, 1970.
(Авторами отдельных глав являются академик М. Б. Митин, доктора философских наук Э. А. Баллер, Б. В. Бирюков, Ф. М. Бурлацкий, А. П. Бутенко, Д. М. Гвишиани, А. Я. Ильин, А. Д. Косичев, Ю. А. Красин. А. Н. Маслин[пол.], Ю. С. Мелещенко, С. Т. Мелюхин, А. Г. Мысливченко, И. С. Нарский, А. Ф. Окулов, М. И. Петросян, С. И. Попов, М. Н. Руткевич, Л. Н. Суворов, А. Г. Харчев, С. А. Эфиров, кандидаты философских наук Б. В. Богданов, В. С. Тюхтин и др.[3])

Редактор русских изданий работ Э. Геллнера «Слова и вещи» (1962) и Г. Аптекера «О природе демократии, свободы и революции» (1970).